# Febo Mari
Febo Mari (1884–1939) va ser un actor i director de cinema italià. Va trobar l'èxit com a protagonista durant l'època del cinema mut d'Itàlia.

## Primers anys
Febo Mari va néixer a Messina, Sicília, fill d'Alfredo Giovanni Leopoldo Rodríguez. La seva família era benestant i d'ascendència ibèrica. Es va graduar a la Universitat Peloritana, després d'haver estudiat lletres i filosofia, i aviat va començar a actuar en teatre. Als 27 anys va dirigir el Teatre Manzoni a Milà.
Va entrar a la indústria del cinema mut a principis dels anys 1910. El seu primer llargmetratge va ser La ribalta (1912), dirigida pel prolífic Mario Caserini. La primera pel·lícula en què va actuar i guió Mari va ser Il fuoco (1915). Il fauno (1917), una de les pel·lícules més conegudes de Mari, va ser restaurada el 1994 per Cinematek a partir d'impressions originals de nitrats, obtingudes de la Cineteca Friuli i del Museu nacional del cinema.

## Vida personal
El 23 de desembre de 1908, Mari es va casar amb l'actriu Berta Vestri. La relació no va durar, i Mari i Vestri finalment es van separar informalment. Va començar una relació romàntica de llarga durada amb l'actriu Antonietta "Nietta" Mordeglia (també coneguda com Misa Mordeglia Mari). El duet mira junts a Il Fauno (1917). Com que el divorci encara no era legal a Itàlia, Mari i Mordeglia es van casar el 8 d'octubre de 1938, després de la mort de Vestri.

## Filmografia

### Attore
- L'innocente, dirigida per Edoardo Bencivenga (1911)
- La mamma dorme, dirigida per Mario Caserini (1912)
- La ribalta, dirigida per Mario Caserini (1912)
- Padre, dirigida per Dante Testa i Gino Zaccaria (1912)
- Il fuoco, dirigida per Giovanni Pastrone (1915 - guionista)
- Tigre reale, dirigida per Giovanni Pastrone (1916)
- A Common Level, dirigida per Burton L. King (1920)
- Mese mariano, dirigida per Ubaldo Pittei (1929)
- Assunta Spina, dirigida per Roberto Roberti (1930)
- I tre desideri, dirigida per Giorgio Ferroni i Kurt Gerron (1937)
- Il conte di Bréchard, dirigida per Mario Bonnard (1938)
- Giuseppe Verdi, dirigida per Carmine Gallone (1938)
- Lotte nell'ombra, dirigida per Domenico M. Gambino (1938)

### Director
- Il critico (1913)
- L'emigrante (1915)
- Cenere (1916)
- La gloria, direcció i interpretació (1916)
- Rose vermiglie, direcció, interpretació i guió (1917)
- Il fauno, direcció, interpretació i guió (1917)
- Tormento, direcció, interpretació i guió (1917)
- Ercole, direcció i interpretació (1918)
- Attila, direcció, interpretació i guió (1918)
- ...E dopo?, direcció i interpretació (1918)
- L'orma, direcció i interpretació (1919)
- Giuda, direcció i interpretació (1919)
- Maddalena Ferat, co-director amb Roberto Roberti (1920)
- Triboulet, direcció i interpretació (1923)
- La torre di Nesle (1925)